# 长嘴沼泽鹪鹩
长嘴沼泽鹪鹩（学名：Cistothorus palustris）是北美洲的一种小型鸣禽。成鸟上半身为棕色，腹部和侧面为浅棕色，喉部和胸部为白色。背部为黑色，有白色条纹。眼皮为黑色带有白线，啄短且薄。
雄性的声音响亮，以表示对领地的所有权。西部的雄性的叫声更多样化。它们栖息在有高大植被的沼泽地，在美国西部，有些鸟儿是永久居民。其他鸟迁移到到美国南部和墨西哥的沼泽地。
该鸟类在植被上觅食积极，有时飞起来去捕捉飞行中的昆虫。它们主要吃昆虫，蜘蛛和蜗牛。
其巢为椭圆形，每一次产卵通常为4到6枚，数量可以为3到10枚。雄性在领地里筑很多无用的巢，它也许会刺破附近别的鸟类的蛋。
由于栖息地变小，其数量有所下降，目前仍被列入无危物种。